# Xiphophorus mayae
Xiphophorus mayae is een straalvinnige vissensoort uit de familie van de levendbarende tandkarpers (Poeciliidae). De wetenschappelijke naam van de soort is voor het eerst geldig gepubliceerd in 2002 door Meyer & Schartl.